# Taširodžima
Taširodžima (japonsky 田代島) je malý ostrov v prefektuře Mijagi v Japonsku. Nachází se v Tichém oceánu severně od ostrova Adžišima. V roce 2015 měla Taširodžima populaci přibližně 80 obyvatel, což je výrazný pokles oproti zhruba 1 000 obyvatelům v 50. letech 20. století. Ostrov je známý jako „Kočičí ostrov“ díky početné populaci toulavých koček, která zde prosperuje díky místní víře, že krmení koček přináší bohatství a štěstí. Počet koček zde nyní převyšuje počet lidí. Na ostrově nejsou žádní psi, protože kočky jsou dominantním druhem.

## Historie

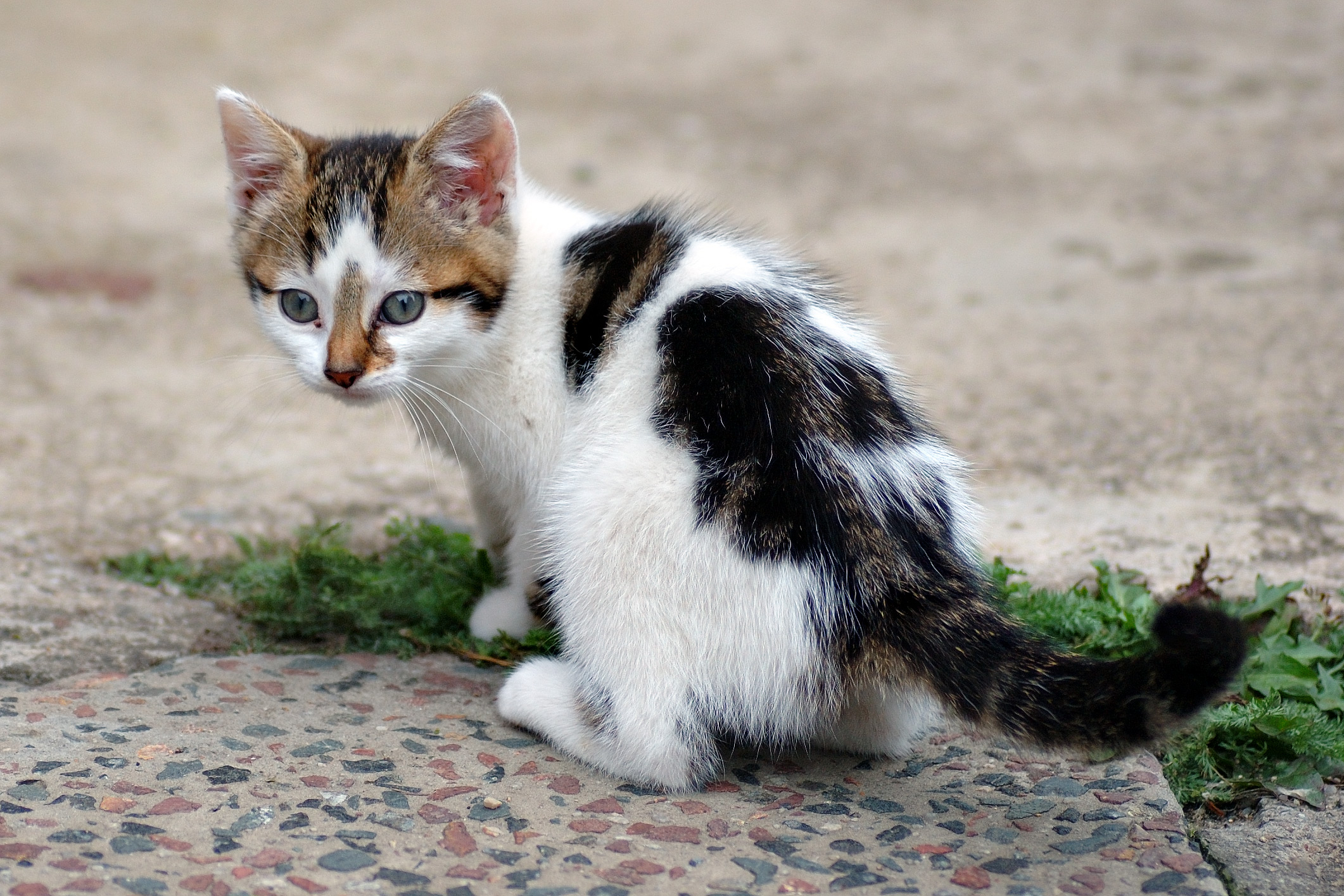
Kočka z ostrova Tashirojima

V pozdním období Edo se na ostrově chovali bource morušoví pro výrobu hedvábí. Obyvatelé tehdy chovali kočky, aby chránili bource před myšmi, které byly jejich přirozenými predátory. V roce 1602 vydalo Japonsko nařízení, podle něhož musely být všechny domácí kočky vypuštěny na svobodu, aby pomohly regulovat přemnoženou populaci hlodavců ohrožujících hedvábnictví. Tento krok přispěl ke vzniku divoké populace koček na Taširodžimě. V roce 1989 byla uzavřena místní základní škola a přeměněna na vzdělávací centrum, které bylo v roce 2008 rovněž uzavřeno. Roku 2000 vzniklo turistické zařízení Manga Island a v roce 2007 se zde pořádal běžecký závod Hyokkori Hjótan Tashirojima Marathon.[zdroj?]
V roce 2011 ostrov zasáhlo zemětřesení a tsunami v oblasti Tóhoku, které zničilo přístav a způsobilo pokles terénu. To vedlo k větší zranitelnosti vesnic vůči záplavám při přílivech a silným pobřežním větrům. Místní kočičí populace uprchla do vnitrozemí a jen část z nich se po katastrofě vrátila do vesnic. Tsunami způsobilo také šíření nemoci parvovirózy, kvůli níž bylo během několika dní očkováno nejméně 80 koček. Obnova přístavu byla dokončena v roce 2015, ale rybolovný průmysl na ostrově zůstal omezený, zatímco turistika zaznamenala stabilní růst.

## Geografie
Taširodžima leží přibližně 20 km od pevninského města Išinomaki a je přístupný trajektem. Ostrov je charakterizován kopcovitým terénem, úzkými silnicemi a stezkami, které spojují dvě hlavní vesnice Oodomari a Nitoda.
Ostrov je typický svým subtropickým klimatem, které ovlivňuje životní prostředí a poskytuje příznivé podmínky pro kočky, ale také pro místní vegetaci a mořský ekosystém. Díky své malé rozloze lze Taširodžima snadno objevovat pěšky. Procházky skýtají nádherné výhledy na moře a okolní ostrovy, jako je Adžišima.
Taširodžima je také významným příkladem změn způsobených stárnutím populace a urbanizací Japonska. Přestože kdysi podporoval rozmanité ekonomické aktivity, jako je rybolov a výrobu hedvábí, dnes je zdejší lidská populace převážně starší a čelí vylidňování.
Ostrov se nacházel v oblasti postižené zemětřesením a tsunami v roce 2011. Tyto přírodní katastrofy měly vliv na ostrovní infrastrukturu, přičemž Taširodžima je nyní více vystavena přílivům a erozi.

## Ostrov Manga

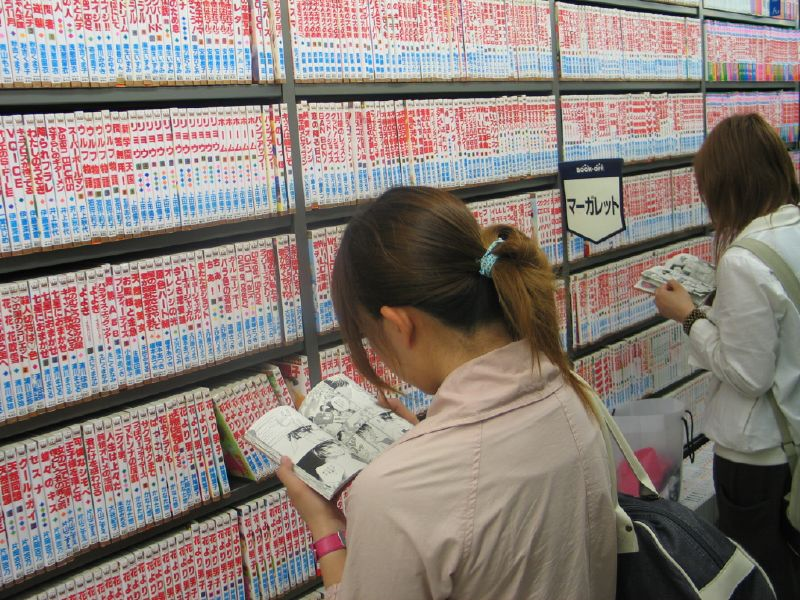
Mangy

Taširodžima je také známá jako „Manga ostrov“, protože slavný tvůrce mangy Šótaro Išinomori plánoval na ostrově žít těsně před svou smrtí. Na ostrově se nacházejí manga-tematické chatky, které svým designem připomínají kočky.

## Populace koček

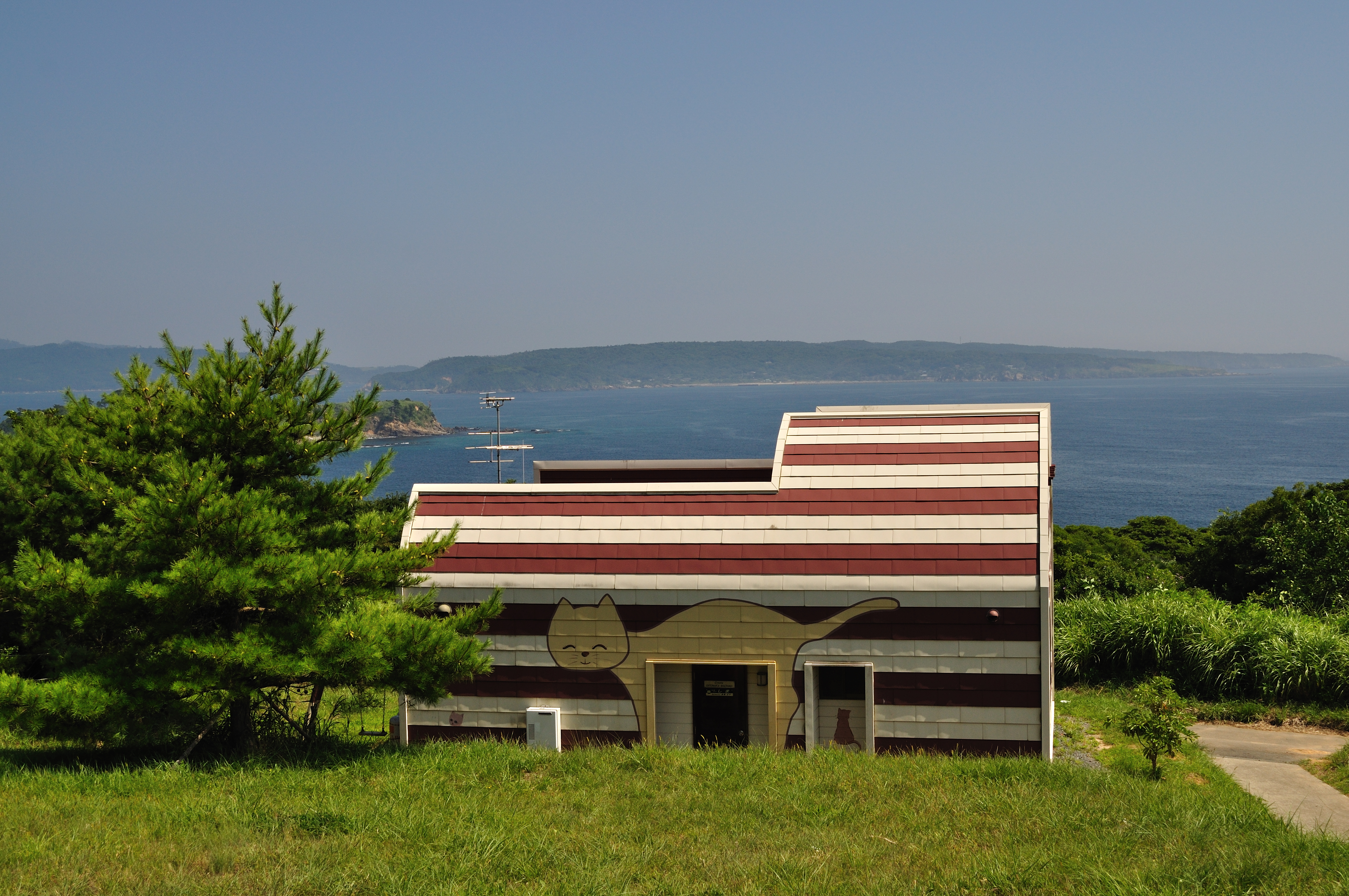
Dům na ostrově zdůrazňující náklonnost kočkám

V roce 2015 čítala lidská populace na ostrově přibližně 80 obyvatel, zatímco počet koček dosahoval několika stovek, přičemž jen v jedné z vesnic žilo více než 150 koček. Veterinář navštěvoval ostrov každé dva měsíce, aby se postaral o zdraví místních koček. Mezi kočkami převládají kříženci, ale na ostrově je běžně k vidění i japonský bobtail, unikátní plemeno. V japonské kultuře jsou kočky považovány za symbol štěstí a bohatství. Někteří dokonce věří, že to byly právě kočky, kdo ochránil ostrov během zemětřesení a tsunami v roce 2011.

## Kočičí svatyně
Na ostrově se nachází malá kočičí svatyně, známá jako neko-džindža (猫神社), která leží mezi dvěma vesnicemi. Rybáři, kteří přespávali na ostrově, krmili kočky zbytky jídla a dokonce v jejich chování hledali předpovědi počasí a pohybů ryb. Jedna z těchto koček však zahynula při sběru kamenů pro rybářské sítě, což vedlo rybáře k jejímu uctění postavením svatyně.
Na ostrově a v jeho okolí se nachází také nejméně deset kočičích svatyní a více než 50 kamenných pomníků ve tvaru koček, což je na japonské poměry neobvykle vysoké číslo. Tyto svatyně jsou koncentrovány především v jižní části ostrova, kde se dříve chovali bource morušoví.